# Orwin (Pennsylvanie)
Orwin est une census-designated place située dans le comté de Schuylkill, dans l’État de Pennsylvanie, aux États-Unis. Lors du recensement de 2020, elle compte 304 habitants.